# Sonoyta
Sonoyta är en ort i Mexiko.   Den ligger i kommunen General Plutarco Elías Calles och delstaten Sonora, i den nordvästra delen av landet, 1 900 km nordväst om huvudstaden Mexico City. Sonoyta ligger 396 meter över havet och antalet invånare är 9 783.
Terrängen runt Sonoyta är huvudsakligen platt, men söderut är den kuperad. Runt Sonoyta är det mycket glesbefolkat, med 4 invånare per kvadratkilometer. Sonoyta är det största samhället i trakten. Omgivningarna runt Sonoyta är i huvudsak ett öppet busklandskap.